# Mother (serie televisiva)
Mother è un dorama stagionale primaverile in 11 puntate di Nippon Television mandato in onda nel 2010.

## Trama
Nao di professione è un'esperta studiosa d'uccelli migratori; le capita di diventare un'insegnante supplente di scuola elementare: gli viene affidata una delle classi del primo anno, cerca sempre di svolgere al meglio il suo nuovo lavoro, anche se proprio non riesce a trovar lo stimolo e la passione necessaria. 
Un giorno s'accorge che una delle sue piccole allieve, Reina (la quale le si è subito molto affezionata) viene sistematicamente maltrattata all'interno della famiglia, in questo caso dalla madre: colta alla sprovvista in un primo momento non dice nulla, ma ogni giorno che passa i lividi sul corpo della bambina si fanno sempre più scuri ed inizia ad assentarsi da scuola.
Il suo istinto materno improvvisamente affiorato alla superficie le fa scegliere d'impulso di prendere Reina sotto le sue cure e protezione. Improvvisatasi così di colpo madre, parte con la piccola per un viaggio che da Hokkaidō le dovrà condurre a Tokyo; Nao arricchirà molto il suo bagaglio di esperienze, sia umane che professionali, lungo la strada che le porterà alla meta prefissata.

## Episodi
1. Escape from child abuse, the two who became birds of passage
2. The two without a place to go
3. The warmth of a mother's hand
4. I want to let her attend school
5. Two "Mothers"
6. Goodbye Mother
7. Return her to me!
8. The bond that can't be broken
9. The two torn apart
10. I want to see you just once
11. I will always love you